# Dolinenhänge
Koordinaten: 50° 53′ 9″ N, 10° 7′ 37″ O
Das Naturschutzgebiet Dolinenhänge liegt im Wartburgkreis in Thüringen. Es erstreckt sich nordwestlich von Frauensee, einem Ortsteil der Stadt Bad Salzungen. Westlich des Gebietes verläuft die Landesstraße L 1022 und östlich die B 64.

## Bedeutung
Das 65,4 ha große Gebiet mit der NSG-Nr. 30 wurde im Jahr 1961 unter Naturschutz gestellt.